# Конотопе
Конотопе (пол. Konotopie, нім. Roßtränke) — село в Польщі, у гміні Кікул Ліпновського повіту Куявсько-Поморського воєводства.
Населення — 136 осіб (2011).
У 1975-1998 роках село належало до Влоцлавського воєводства.

## Демографія
Демографічна структура станом на 31 березня 2011 року:
|          | Загалом | Допрацездатний вік | Працездатний вік | Постпрацездатний вік |
| -------- | ------- | ------------------ | ---------------- | -------------------- |
| Чоловіки | 65      | 14                 | 41               | 10                   |
| Жінки    | 71      | 15                 | 35               | 21                   |
| Разом    | 136     | 29                 | 76               | 31                   |